# Montégut-Savès
Montégut-Savès (gaskognisch Montagut Savés) ist eine französische Gemeinde mit 69 Einwohnern (Stand 1. Januar 2022) im Département Gers in der Region Okzitanien (vor 2016 Midi-Pyrénées). Sie gehört zum Kanton Val de Save im Arrondissement Auch. Die Einwohner werden Montégutois genannt.

## Lage
Montégut-Savès liegt an der Aussoue, etwa 37 Kilometer südwestlich von Toulouse. Umgeben wird Montégut-Savès von den Nachbargemeinden Sauvimont im Norden, Saint-Loube im Nordosten und Osten, Laymont im Osten und Südosten, Saint-Lizier-du-Planté im Süden sowie Puylausic im Westen und Nordwesten.

## Bevölkerungsentwicklung
| Jahr                       | 1962 | 1968 | 1975 | 1982 | 1990 | 1999 | 2006 | 2011 | 2020 |
| Einwohner                  | 103  | 96   | 86   | 89   | 69   | 68   | 72   | 69   | 65   |
| Quellen: Cassini und INSEE |      |      |      |      |      |      |      |      |      |

## Sehenswürdigkeiten
- Kirche Saint-Jean-Baptiste

|  |  |